# Dil
Dil (ukrajinsky Діл, maďarsky Hegyfok) je část obce Repynne, v Mižhirské vesnické komunitě, v okresu Chust, v Zakarpatské oblasti Ukrajiny. V roce 2025 žilo v této vsi 183 obyvatel.
V obci je kostel z roku 2000, který je zasvěcen ženám nesoucím myrhu.

## Historické názvy sídla
1789: Dyl, Dylok, 1796 a 1797: Gyil, 1888: Gyil, 1892: Gyil, 1898: Gyil, 1907: Hegyfok, 1913: Hegyfok, 1925: Dil, 1944: Gyil, Дель, 1983: Діл, Дел.